# 小叶新月蕨
小叶新月蕨（学名：Pronephrium gracilis）为金星蕨科新月蕨属下的一个种。其种加词来源于拉丁文“gracilis”，意为“纤细的”。